# Patience Agbabi
Patience Agbabi (née en 1965) est une poétesse et interprète britannique qui accorde une importance particulière à la parole. Bien que sa poésie frappe fort pour aborder des thèmes contemporains, elle utilise souvent des formes poétiques traditionnelles. Elle s'est décrite à la fois comme « biculturelle » et bisexuelle. Les questions d'identité raciale et de genre occupent une place importante dans sa poésie. Elle est célébrée « pour rendre un hommage égal à la littérature et à la performance » et pour un travail qui « se déplace de manière fluide et agile entre les cultures, les dialectes, les voix ; entre la page et la scène ». En 2017, elle est élue membre de la Royal Society of Literature

## Jeunesse et éducation
Patience Agbabi est née à Londres de parents nigériens, et est adoptée par une famille anglaise blanche pendant son enfance. À 12 ans, elle déménage du Sussex vers le Nord du Pays de Galles à Colwyn Bay. Elle étudie la langue et la littérature anglaises au Pembroke College d'Oxford . 
Elle obtient une maîtrise en écriture créative dans les arts et l'éducation de l'Université du Sussex en 2002, et en septembre de la même année, elle est nommée chargée de cours en écriture créative associée à l'Université du pays de Galles à Cardiff. 

## Poésie et performances
Agbabi commence a se produire sur le circuit des clubs londoniens en 1995. Elle cite parmi ses influences Janis Joplin, Carol Ann Duffy, Chaucer et divers aspects de la musique et de la culture contemporaines. 
Les poèmes de son premier livre RAW, publié en 1995, « doivent beaucoup aux rythmes, au génie verbal et associatif du rap ». Son recueil suivant, Transformatrix (2000), est un commentaire sur la Grande-Bretagne contemporaine qui s'inspire des formes musicales populaires. En 2008, Agbabi publie Bloodshot Monochrome, un recueil qui, comme décrit par un critique, « met en évidence des problèmes sociaux et politiques, capture et considère des moments dans le temps à travers des auteurs morts depuis longtemps, et offre aux lecteurs un échantillon diversifié des vues de l'auteur sur la vie dans une variété des lieux ». Carol Rumens déclare : « Agbabi fait de la poésie une opportunité de conversation avec le passé, pas en l'étouffant mais en établissant de nouveaux termes lexicaux »
En tant que lauréate de Canterbury de juillet 2009 à décembre 2010, Agbabi reçoit une subvention du Conseil des arts pour écrire un recueil de poèmes complet basé sur Les Contes de Canterbury de Geoffrey Chaucer qui deviendra Telling Tales, qui exploite le chef-d'œuvre en moyen anglais pour offrir une interprétation du XXIe siècle sur les personnages, sa poésie et ses éléments de performance. Le livre rencontre les éloges de poètes, dont Simon Armitage, qui les décrits comme « les versions les plus vivantes de Chaucer que vous lirez probablement ». 
Elle joue beaucoup en collaboration avec d'autres écrivains. Son travail est également influencé par les rythmes du rap et les jeux de mots. Elle est membre d'Atomic Lip, qui a été décrit comme « le premier groupe pop de poésie ». Ils travaillent ensemble de 1995 à 1998 et leur dernière tournée, Quadrophonix (1998) fusionne performances live et vidéo. En 1996, elle travaille sur une performance intitulée FO (U) R WOMEN, avec Adeola Agbebiyi et Dorothea Smartt, présentée pour la première fois à l'Institut des arts contemporains. 
Sa poésie est présentée à la télévision et à la radio, notamment dans la série Litpop sur Channel 4 en 1998 et dans l'émission pour enfants Blue Peter en 1999. Elle a également contribué à plusieurs anthologies, dont Jubilee Lines (2012), édité par Carol Ann Duffy, qui a marqué Jubilé de diamant d'Élisabeth II et Refugee Tales (2016), une collection d'histoires sur la base des témoignages des détenus de l'aéroport de Gatwick,. 
Elle enseigne et dirige des ateliers et est également poétesse en résidence à divers endroits, allant de l'Université d' Oxford Brookes et d'Eton College à un studio de tatouage et de piercing à Londres. 
En 2018, elle est écrivain en résidence au Brontë Parsonage Museum.

## Prix et reconnaissance
- 2004 : nommée sur la liste des Next Generation poets de la Poetry Book Society[18],[19].
- 2010 : lauréate du Festival de Canterbury en 2010[20].
- 2017 : membre de la Royal Society of Literature[21].

## Œuvres choisies
- RAW, Gecko Press (1995).
- Transformatrix, Canongate Books (2000).
- Bloodshot Monochrome, Canongate (2008).
- Telling Tales, Canongate (2014).
- L'épouse de Bafa

### Anthologies
- Carol Ann Duffy, éd., Jubilee Lines (Faber & Faber, 2012)
- Sasha Dugdale, éd., Best British Poetry 2012 (Cromer: Salt, 2012)
- Helen Ivory, éd., In Their Own Words (Cromer: Salt, 2012)
- Rob Pope, éd., Étudier la langue et la littérature anglaises: une introduction et un compagnon (Oxford: Routledge, 2012)
- Tom Chivers, Adventures in Form (Londres: Penned in the Margins, 2012)
- Refugee Tales (Manchester: Comma Press, 2016)

## Vie privée
Elle est mère de deux garçons, avec qui elle partage une passion pour les trains.